# Sacha Distel

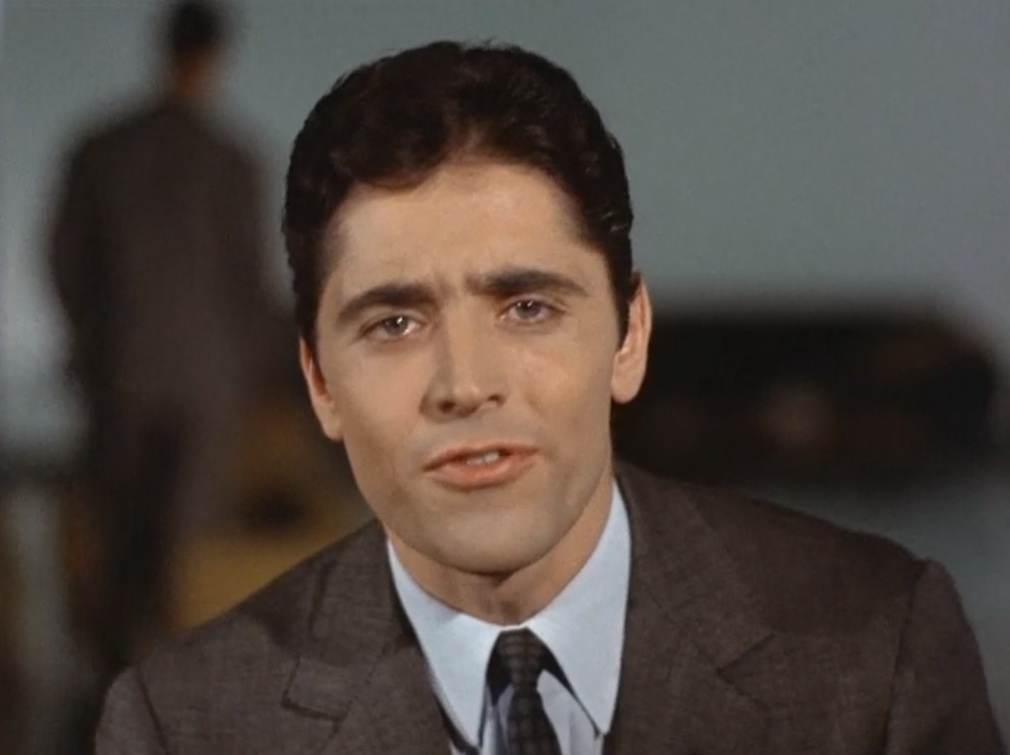
Sacha Distel, 1965

Sacha Distel, właśc. Alexandre Distel (ur. 29 stycznia 1933 w Paryżu, zm. 22 lipca 2004 w Rayol-Canadel-sur-Mer) – francuski piosenkarz i gitarzysta.
Syn rosyjskiego emigranta Leonida Distela i francusko-żydowskiej pianistki Andrée Ventura. W latach 50. cieszył się opinią jednego z najlepszych francuskich gitarzystów jazzowych (współpracował m.in. z Dizzym Gillespie’m i Tonym Bennettem); w późniejszym okresie zajął się muzyką rozrywkową. Jako piosenkarz wypracował własny styl wykonywania utworów, zbliżony do jazzu z elementami scatu. Zdobył także popularność poza Francją dzięki wielu koncertom na świecie, m.in. w 1964 i 1980 w Polsce. Współpracował z filmem, głównie dzięki osobistym kontaktom z gwiazdami kina francuskiego – Brigitte Bardot, Juliette Gréco i Jeanne Moreau.
Jego żoną była od 1963 francuska narciarka Francine Bréaud.